# Carlos Rodrigues Gesualdi
Carlos Rodrigues Gesualdi es autor de más de 10 novelas, entre ellas "Raros Peinados", un clásico en Latinoamérica, y cerca de 50 cuentos en 7 países y escritos en alemán y castellano para editoriales como Alfaguara, SM, Planeta y Santillana. Recientemente ha completado una serie de novelas para la editorial Schmetterling de Stuttgart y una serie de libros bilingües para la editorial Buschhorn-Walter-von Holten de Hamburg. Su obra obtuvo premios en España, Argentina y Ecuador; ha sido traducida al inglés, francés y ruso.
Nació en 1963 y es ilustrador a la vez

## Estilo
Sus libros se caracterizan por retomar y variar algunas marcas fundamentales.
En primer lugar, la descripción minuciosa de los ambientes que rodean a los personajes, lo que genera que el lector conozca sus estados de ánimo sin que sean mencionados (las menciones a los sentimientos son ajenas al estilo de Carlos Rodrigues Gesualdi, lo que curiosamente brinda a los lectores una gran cercanía con los sentimientos del personaje). "Se puso un pulóver muy abrigado y los guantes que usaba para tocar el violín y subió sin perder el equilibrio la frágil escalera que se curvaba a su paso como si fuera líquida o se estuviera derritiendo..." (El ángel de Cristina, p. 77) "La anciana les sirvió té con galletitas caseras y se sentó a conversar con ellas en la cocina. Allí había una luz curiosa, porque la ventana tenía un marco de vidrio azul oscuro que en ese momento brillaba como en el fondo del océano y dejaba en los muebles de madera una luz amable y profunda" (Ib. p. 120). "Porque los ojos de la mujer que se le acercaba reflejaban a la perfección la imagen que había detrás de Cristina, una y otra vez azul; los pálidos faros del viejo coche de Kohl, su sobre todo a cuadros marrón y hasta los ojos ocultos detrás de las ventanas." (Ib., pg. 230).
Un caso extremo del uso del ambiente se encuentra en su última novela, "Golazo", ambientada en el barrio de Barracas de Buenos Aires a principios de los años 70. En ese caso no solo los personajes sino especialmente la trama reciben del entorno una influencia fundamental.
Tan importante es el ambiente que dos ilustradores de dos países distintos (el argentino REP y la ecuatoriana Eulalia Cornejo) incorporaron en sus libros una doble página con el plano (en el caso de El ángel de Cristina de la casa donde transcurre la acción y del barrio en Golazo.
Otro elemento característico es la incorporación de elementos intertextuales, principalmente musicales. Es el caso de la música de rock (Charly García, Bob Marley, Luis Alberto Spinetta, Neil Young y otros) en Raros Peinados y las Cantatas de Bach en El ángel de Cristina.
También aparecen elementos literarios, como es el caso de un supuesto tratado de biología dedicado a los salmones (sus características físicas, sus hábitos, su historia y el peligro que corren en la actualidad) que forma parte de Peces Gordos, citado como si se tratara del libro que lee su protagonista.
Palabra de Fantasma, su novela más elaborada, incorpora diferentes niveles textuales de narración: por un lado, la historia (contada en tercera persona por un narrador omnisciente) de un campamento de verano, con sus competencias y las relaciones sociales entre los chicos que lo visitan; por otro el texto de las historias de terror que cuentan estos chicos en una fogata nocturna (contado en primera persona por un narrador limitado), encuadradas en el relato por una marca gráfica de la caja, y por último el momento en que están frente al fuego (contado en presente por un narrador omnisciente pero localizado). Por otra parte, el texto recoge citas textuales de clásicos de la literatura, desde autores medievales a Paul Auster y Shakespeare, pasando por una larguísima lista al final del libro, que indica la frecuencia de algunas obras (El Fantasma de Canterville, por ejemplo, está mencionado dos veces por capítulo). 
Otra característica típica del autor son las notas finales, en las que desarrolla algún tema de teoría literaria. En el Caso de Palabra de Fantasma se trata de las citas y se menciona a Perec; en el caso de El ángel de Cristina, se trata de un apéndice en que se explican los nombres y las citas utilizados, desde quién fueron los hermanos Grimm a qué representa la sigla BWV, y una explicación de cada Cantata de Bach mencionada en el texto. En Peces Gordos se desarrolla el tema de la relación entre verdad y ficción en los relatos. En Golazo explica cómo aparece su biografía y la historia argentina en el texto de ficción.
Por último, las novelas de Carlos Rodrigues Gesualdi se abren siempre con citas eruditas que indican el carácter del texto: Bach en El ángel de Cristina, que es una drama musical; Simenon en Peces Gordos, que es un policial; Shakespeare en Palabra de fantasma, que es una obra montada sobre la tradición, y Charlie García en Raros Peinados, su obra más romántica. En Golazo, su obra más autobiográfica, incorporacitas textuales de "Otras voces, otros ámbitos" de Truman Capote, que también es una obra autobiográfica.

## Obras
- "Das Abenteuer des wilden Flusses / Приключение дикой рекой", Hamburg, Amiguitos, 2015 (con un prólogo de Phillip Köster).
- "Das Abenteuer des wilden Flusses / L‘Aventure de la Riviére Sauvage", Hamburg, Amiguitos, 2015 (con un prólogo de Phillip Köster).
- "Das Abenteuer des wilden Flusses / The Wild River Adventure, Hamburg, Amiguitos, 2014 (con un prólogo de Phillip Köster).
- "Das Abenteuer des wilden Flusses /La aventura del Río Salvaje", Hamburg, Amiguitos, 2014 (con un prólogo de Phillip Köster).
- The Supermodel / Das Top Model, Hamburg, Amiguitos, 2013.
- Das Top Model / La Modelo Top, Hamburg, Amiguitos, 2013.
- El misterio de Sevilla, Stuttgart, Schmetterling, 2011.
- Escándalo en Mallorca, Stuttgart, Schmetterling, 2011.
- Un amor en Madrid, Stuttgart, Schmetterling, 2010.
- Nuevos amigos en Barcelona, Stuttgart, Schmetterling, 2010.
- Golazo, Buenos Aires, SM (El Barco de Vapor), 2010.
- Una gata con todos los nombres del mundo, Quito, Libresa, 2009.
- Las aventuras de Centellerín, Madrid, Santillana 2008.
- Peces Gordos, Barcelona, Planeta 2007.
- El ángel de Cristina, Buenos Aires, Alfaguara 2006.
- Palabra de Fantasma, Buenos Aires, Alfaguara 1999.
- Raros Peinados, Buenos Aires, Alfaguara 1997.

## Enlaces
- Homepage: http://www.gesualdi.eu
- https://web.archive.org/web/20100315115221/http://www.alfaguarainfantil.com.ar/autores.asp?idautor=98
- http://www.schmetterling-verlag.de/page-17_autor-116.htm
- http://www.jacketflap.com/profile.asp?member=charlie

- Datos: Q177909